# Élections sénatoriales de 2001 en Lozère
Les élections sénatoriales en Lozère ont lieu le dimanche 23 septembre 2001. Elles ont pour but d'élire le sénateur représentant le département au Sénat pour un mandat de neuf années.

## Contexte départemental
Lors des élections sénatoriales du 27 septembre 1992 en Lozère, un sénateur UDF a été élu au 1er tour, Joseph Caupert. Il meurt en 1994 et sa suppléante, Janine Bardou, lui succède.
Depuis, tous les effectifs du collège électoral des grands électeurs ont été renouvelés, avec les élections législatives françaises de 1997, les élections régionales françaises de 1998, les élections cantonales de 1998 et 2001 et les élections municipales françaises de 2001.

## Sénateurs sortants
| Sénateur | Sénateur      | Parti | Fonctions lors de l'élection en 1992           |
| -------- | ------------- | ----- | ---------------------------------------------- |
|          | Janine Bardou | DL    | Présidente du conseil général, maire de Chanac |

## Présentation des candidats et des suppléants
Les nouveaux représentants sont élus pour une législature de 9 ans au suffrage universel indirect par les 344 grands électeurs du département. En Lozère, les sénateurs sont élus au scrutin majoritaire à deux tours. Leur nombre reste inchangé, 1 sénateur est à élire. Ils sont 5 candidats dans le département, chacun avec un suppléant.
| Candidats | Candidats          | Parti | Principale fonction                                                         |
| --------- | ------------------ | ----- | --------------------------------------------------------------------------- |
|           | Robert Aigoin      | PCF   | Conseiller général                                                          |
|           | Jean-Pierre Allier | PS    | Maire de Fraissinet-de-Lozère                                               |
|           | Michel Mincarelli  | UCF   |                                                                             |
|           | Jacques Blanc      | DL    | Député, président du conseil régional, conseiller municipal de La Canourgue |
|           | Francine Commenge  | FN    | Conseillère régionale                                                       |

## Résultats
| Candidat et parti politique | Candidat et parti politique | Candidat et parti politique | Premier tour | Premier tour |
| Candidat et parti politique | Candidat et parti politique | Candidat et parti politique | Voix         | %            |
| --------------------------- | --------------------------- | --------------------------- | ------------ | ------------ |
|                             | Jacques Blanc               | DL                          | 258          | 77,25        |
|                             | Jean-Pierre Allier          | PS                          | 47           | 14,07        |
|                             | Robert Aigoin               | PCF                         | 27           | 8,08         |
|                             | Jean-François Pardigon      | FN                          | 1            | 0,30         |
|                             | Michel Mincarelli           | UCF                         | 1            | 0,30         |
|                             |                             |                             |              |              |
| Inscrits                    | Inscrits                    | Inscrits                    | 344          | 100,00       |
| Abstentions                 | Abstentions                 | Abstentions                 | 7            | 2,03         |
| Votants                     | Votants                     | Votants                     | 337          | 97,97        |
| Blancs et nuls              | Blancs et nuls              | Blancs et nuls              | 3            | 0,87         |
| Exprimés                    | Exprimés                    | Exprimés                    | 334          | 97,10        |